# Mont Sinaï
Pour les articles homonymes, voir Sinaï (homonymie).
Cette page contient des caractères spéciaux ou non latins. S’ils s’affichent mal (▯, ?, etc.), consultez la page d’aide Unicode.
Le mont Sinaï (arabe : جبل موسى, copte : ⲧⲟⲟⲩ ⲥⲓⲛⲁ Toou Sina, hébreu : הר סיני, araméen : ܛܘܪܐ ܕܣܝܢܝ ṭūrāʾ Dsyny, égyptien ancien : dw n Mfkt) ou djebel Moussa (« montagne de Moïse ») est une montagne d'Égypte située dans le sud du Sinaï et culminant à 2 285 mètres d'altitude.
Le mont est surtout célèbre dans le récit biblique pour avoir été le lieu où Moïse rencontra Dieu pour la première fois au buisson ardent (Ex 3,1-4,17), où il reçut les Dix Commandements (ou Dix Paroles, Ex 20,1-17) ainsi que de nombreuses autres lois pour le peuple hébreu (Exode 19,1-31,18). Plusieurs autres localisations de cet épisode ont été proposées (voir Har Karkom et Sinaï (Bible)).

## Toponymie
En égyptien ancien, le mont Sinaï était appelé dw n Mfkt, (« mont de Mafkat », littéralement « mont du Sinaï » ou « mont de la turquoise »).
Le mont Sinaï est appelé جبل موسى, djebel Musa : « montagne de Moïse » en arabe, ⲧⲟⲟⲩ ⲥⲓⲛⲁ Toou Sina en copte, הר סיני, har Sinai en hébreu, ܛܘܪܐ ܕܣܝܢܝ ṭūrāʾ Dsyny en araméen.
Il est également connu sous le nom de mont Horeb, mont Musa, ou Gabal Musa en égyptien.

## Géographie

### Situation, topographie
Le mont Sinaï est situé au Nord-Est de l'Égypte, dans le gouvernorat du Sinaï Sud, au niveau de la pointe sud de la presqu’île du Sinaï, à 50 kilomètres des côtes de la mer Rouge et d'El-Tor, au sud-ouest, ainsi qu'à 75 kilomètres de Charm el-Cheikh, au sud-sud-est, et 160 kilomètres environ à vol d'oiseau du Caire. Le sommet s'élève à 2 285 mètres d'altitude, à quatre kilomètres au nord-nord-est du mont Sainte-Catherine (2 642 m), point culminant du massif et du pays.

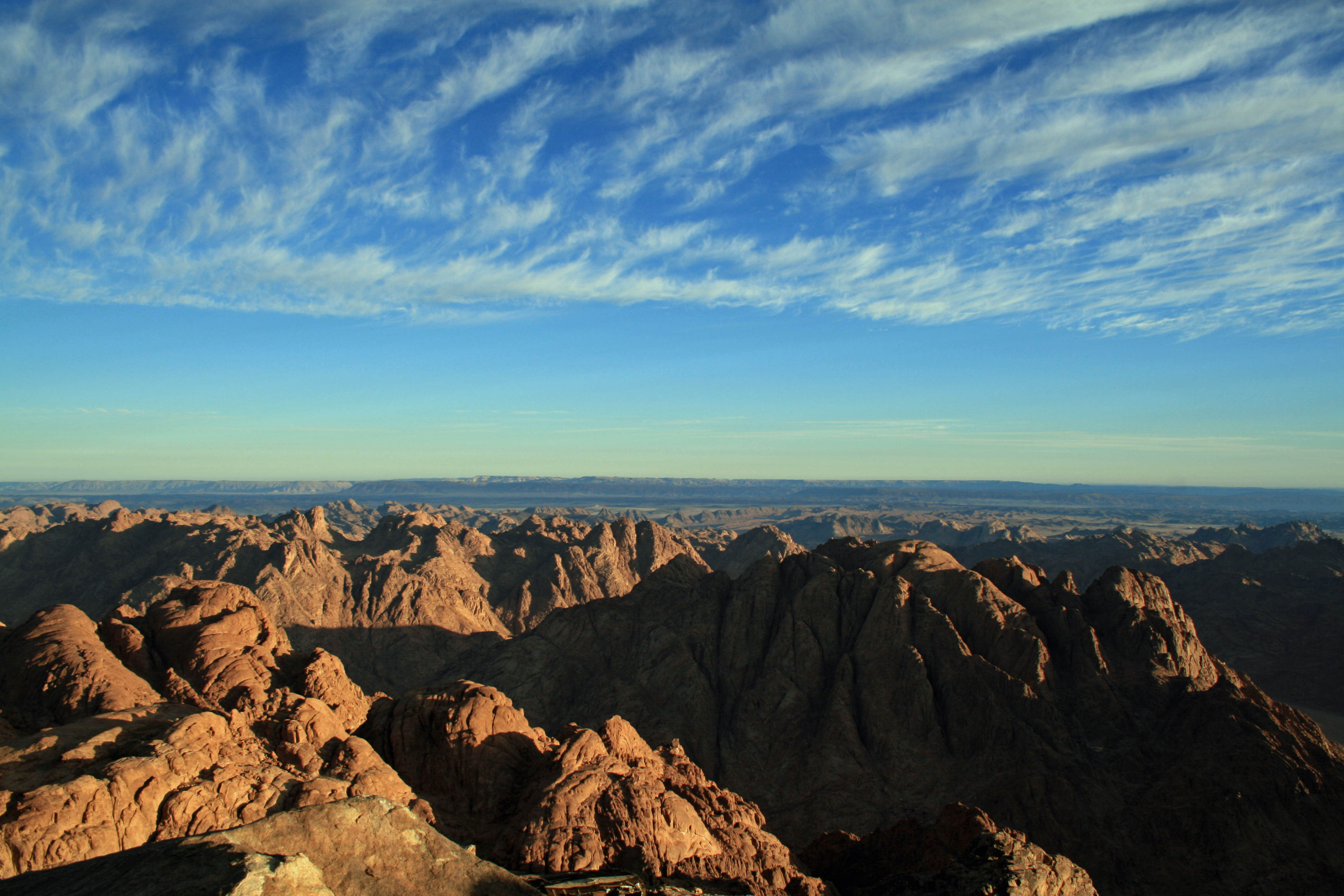
Vue depuis le mont Sinaï.
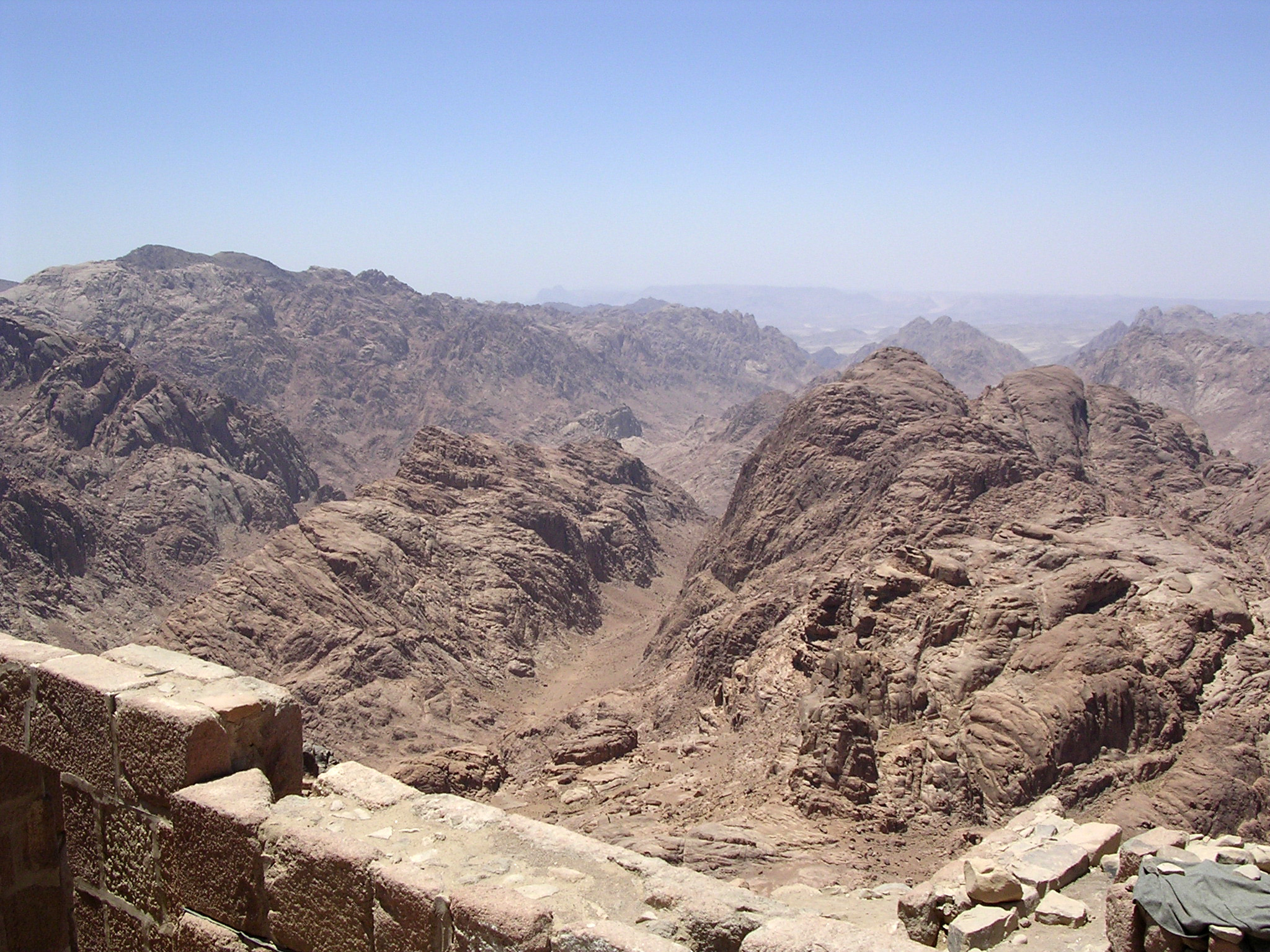
Vue depuis le mont Sinaï.

### Géologie
Les roches du mont Sinaï sont issues de la phase tardive du bouclier arabo-nubien. Elles sont constituées de granite avec des intrusions de roches volcaniques incluant du porphyre. La montagne s'est soulevée de 140 à 65 millions d’années BP, au cours du Crétacé.

## Histoire

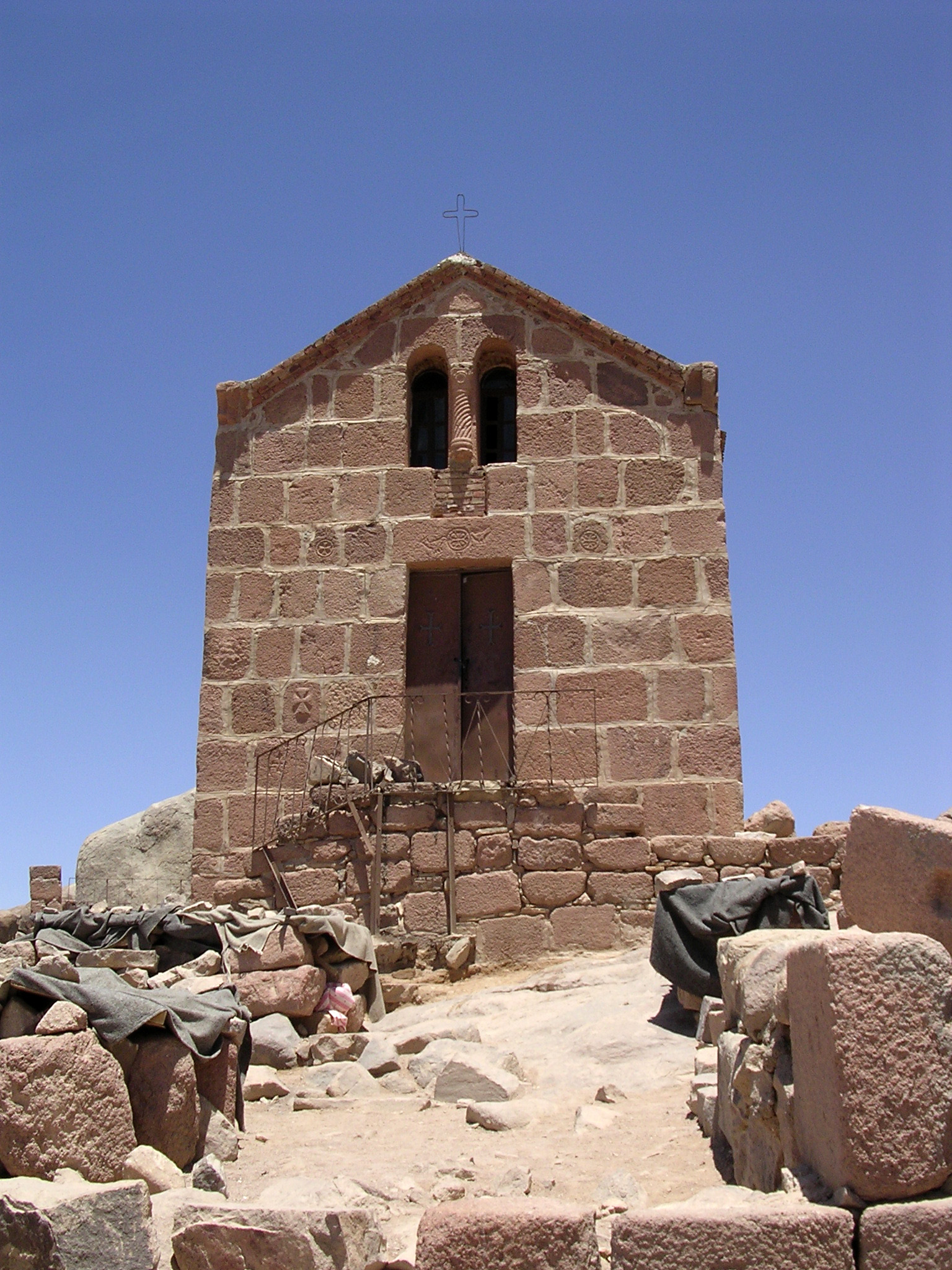
Chapelle au sommet.

Un monastère orthodoxe est construit au pied du mont Sinaï au VIe siècle sur ordre de l’empereur romain Justinien. Il prend le nom de monastère Sainte-Catherine du Sinaï au XIIIe siècle. L’activité monastique semble y avoir débuté très tôt puisque, faisant suite à l’arrivée des premiers chrétiens fuyant les persécutions dès le IIIe siècle, le Voyage d'Égérie à la fin du VIe siècle relate la présence de nombreux moines dans les environs à cette époque. Un autre monastère grec orthodoxe fut rebâti en 1934 sur les ruines d’une église du XVIe siècle ; cette ancienne église était supposée renfermer le rocher dans lequel les Tables de la Loi furent gravées.

## Ascension

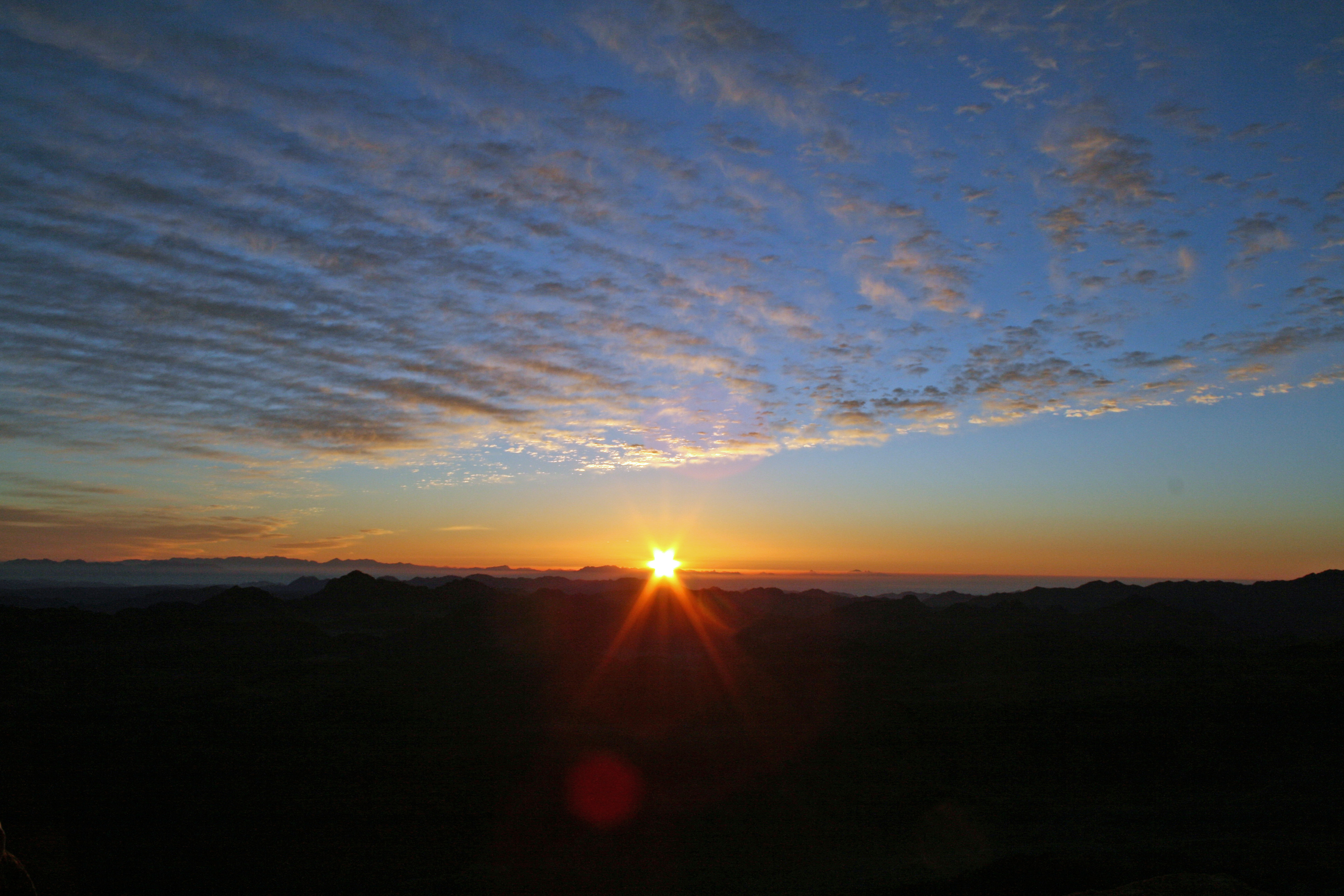
Lever de Soleil au mont Sinaï.

Deux chemins principaux mènent au sommet. Le plus long et le moins escarpé s’appelle Siket El Bashait ; il faut environ deux heures et demie à pied pour gravir la montagne et il est accessible aux chameaux. L’autre itinéraire, appelé Siket Sayidna Musa, passe dans le ravin derrière le monastère et est surnommé la route aux 3 750 « pas de la pénitence ».

## Culture et religion
Le mont Sinaï est un lieu saint qui prend une place importante dans les religions monothéistes méditerranéennes.

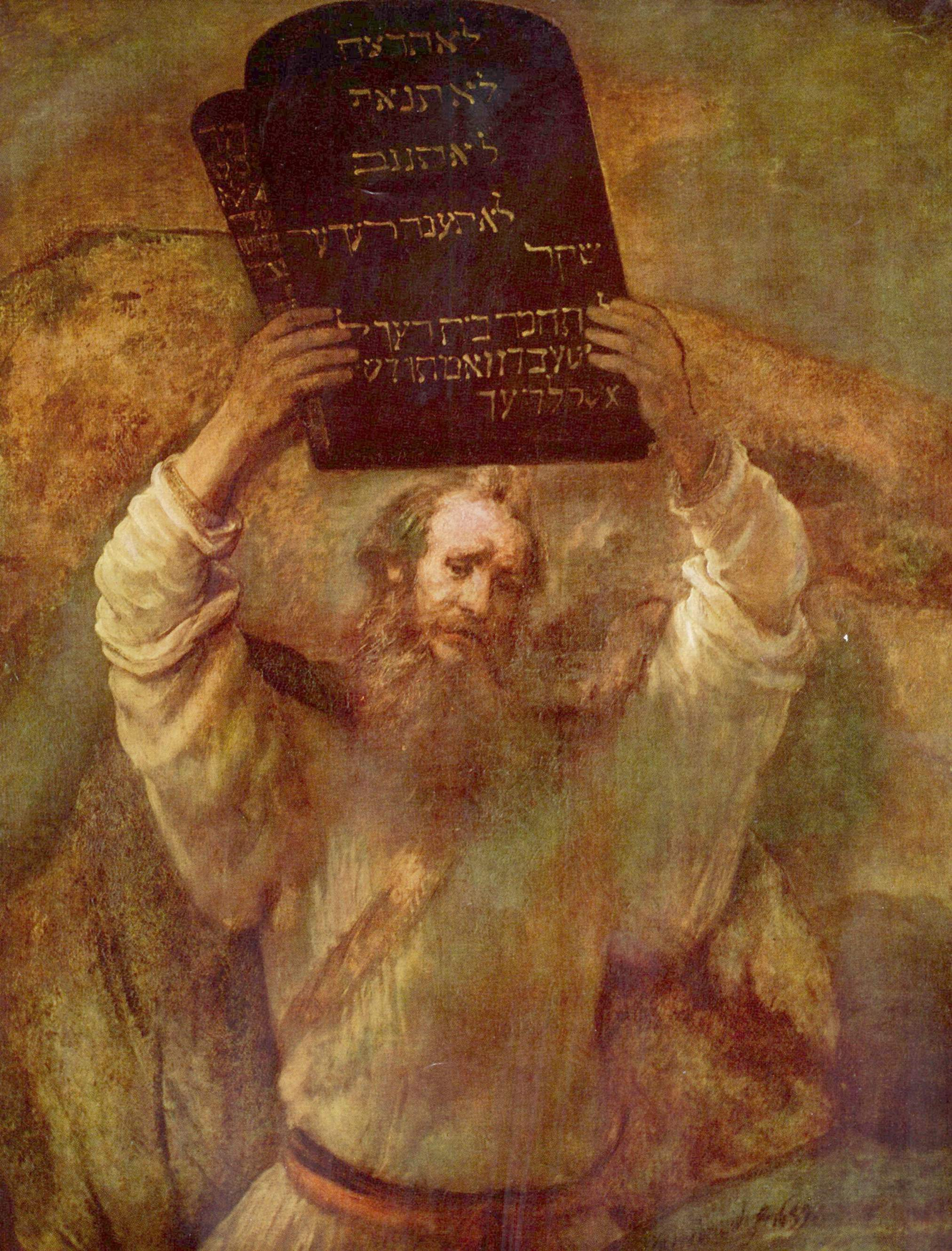
Moïse brisant les Tables de la Loi, sur le mont Sinaï par Rembrandt (1659).

C’est là que dans la religion hébraïque, Moïse, après avoir libéré le peuple hébreu d’Égypte et avoir traversé la mer Rouge qui se referma ensuite sur l’armée égyptienne, reçut de Yahweh le Décalogue (Les Dix Commandements) également appelé les Tables de la Loi. Lorsque Moïse redescendit du mont Sinaï, il vit les Hébreux, sous la conduite de son frère Aaron, adorer un veau d’or ; pris de colère, il brisa les Tables de la Loi contre un rocher et retourna au sommet du mont Sinaï pour regraver les tables, afin de conclure le pacte d’alliance entre le peuple israélite et Dieu. Cet épisode de l’Ancien Testament s’accompagne d’images symboliques fortes visant à montrer la toute-puissance du Créateur telles que le tonnerre et les éclairs, les flammes et une épaisse fumée recouvrant la montagne.
La Bible cite également cet épisode de l’exode du peuple hébreu vers Canaan, en faisant référence au mont Horeb qui serait selon l’avis d’une partie des experts en théologie une autre appellation du mont Sinaï[réf. nécessaire].
Le Coran y fait également référence dans la sourate 52 At-Tûr (le mont Sinai), par le premier verset de la sourate (« Par le mont Sinaï ! ») Une petite mosquée est construite au sommet du mont Sinaï.
Les Israélites considéraient déjà le Sinaï comme une terre sainte. Des peuplades sémitiques présentes bien avant les Hébreux et avant les Égyptiens vénéraient déjà les divinités présentes dans ces montagnes. Dans la littérature rabbinique classique, le mont Sinaï est devenu synonyme de sainteté ; en effet il est dit que : « Lorsque le Messie des Juifs viendra, Dieu joindra les monts Sinaï, Tabor et Carmel ensemble et rebâtira le temple de Jérusalem ».
Dans un registre spirituel, la montagne est à plusieurs reprises citée par les théologiens sous l’appellation « Sinaï mystique », comme étant un rite d’initiation, consacrant une spiritualité ascendante[Quoi ?] devant mener à la découverte d’un « moi supérieur » situé en son sommet qui devient alors la symbolique du but à atteindre. Il demeure au cœur de nombreuses pratiques initiatiques d’inspiration chrétienne, chiite et soufie.